# Гамалиевка (Конотопский район)
Гамалиевка (укр. Гамаліївка) — село, Дубовязовский поселковый совет, Конотопский район, Сумская область, Украина.
Код КОАТУУ — 5922055303. Население по переписи 2001 года составляло 176 человек.

## Географическое положение
Село Гамалиевка примыкает к пгт Дубовязовка. По селу протекает пересыхающий ручей с запрудой.

## Экономика
- «Ранок», ООО.